# Восток (озеро)
Озеро Восто́к (англ. Lake Vostok, укр. Схід) — найбільше підльодовикове озеро в Антарктиді. Розташоване в районі антарктичної станції «Восток» (77° пд. ш., 105° сх. д.) під льодяним щитом товщиною близько 4000 м і має розміри приблизно 250 × 50 км. Приблизна площа 15,5 тис. км². Глибина більше 1200 м.
Загалом на 2007 рік в Антарктиці відкрито більше 140 підльодовикових озер.

## Історія відкриття
Існування цього озера, як й інших підльодовикових озер, було передбачено (опираючись на дані досліджень і теоретичні обґрунтування) ще у 1960—1970-х роках, але вважається, що саме відкриття сталося відносно недавно, у 1996 році, спільними зусиллями російських та британських вчених-полярників.

### Теоретичні обґрунтування
Думка про те, що при дуже великій товщині льодовика температура біля його нижньої межі може стати рівною температурі плавлення льоду, відома з кінця XIX століття. Вона випливала з уявлень П. А. Кропоткіна, що вважав, ніби в товщі великих, холодних зверху льодовиків, де не позначаються тимчасові коливання температури, остання лінійно підвищується з глибиною, як це відбувається в свердловинах, пробурених в інших гірських породах.
Виходячи з цього положення, вже у 1950-х роках океанолог М. М. Зубов ввів поняття критичної товщини льодовика, при якій біля його дна досягається температура плавлення льоду (при відповідному тиску). Він був першим, хто висловив припущення про те, що надзвичайно велика товщина льодовикових щитів у віддалених від берегів місцях, виявлена при перших сейсмічних дослідженнях льодовиків в Антарктиді, може послужити причиною існування води в нижніх частинах, навіть коли температура льоду на поверхні дуже низька.
У 1955 англійський гляціолог Гордон Робін опублікував роботу, що згодом стала класичною, в якій показав, що поле температури формується в товстих антарктичних льодовиках під сильним впливом вертикального перенесення холоду частинками льоду, що опускаються вниз, і аж ніяк не лінійно. Тому використовувати підхід Зубова для оцінки умов у глибинах таких льодовиків не можна.
У 1961 І. А. Зотіков провів теплофізичні розрахунки, засновані на вирішенні рівняння теплопровідності в льодовику, що розглядається як рухома рідина. Врахований був і конвективний перенос холоду зверху вниз. На цій основі проаналізовані дані про льодовиковий покрив центральної частини Східної Антарктиди, отримані у перших чотирьох радянських антарктичних експедиціях (САЕ), і показано, що за профілем від станції «Мирний» до станції «Восток» і далі до Південного географічного полюсу центральні області льодовикового покриву Антарктиди знаходяться в умовах, коли відвід тепла від нижньої поверхні льодовика вгору через велику його товщину дуже малий. У зв'язку з цим частина геотермічного потоку повинна постійно витрачатися на безперервне танення біля кордону льоду — тверде ложе. У тих же роботах було приведено розраховане із зазначених вище міркувань поле температур по всій товщині льоду під станцією «Восток» і показано, що температура льоду біля його нижньої межі дорівнює температурі плавлення (−2 °C) при тиску біля ложа понад 300 атмосфер.
Звідси висновок, що тала вода у вигляді порівняно тонкої плівки видавлюється у ті місця, де товщина льодовика менше, і намерзає там знову, рухаючись до країв льодовика вже у вигляді льоду. В окремих заглибленнях підлідного ложа ця вода може накопичуватися у вигляді озер під самою товстою центральною частиною Антарктичного крижаного щита.
Таким чином, виникла гіпотеза, що під льодом Антарктиди, на площі, що дорівнює площі Європи, розливається море прісної води. Вона повинна бути багата киснем, який доставляють в глибини верхні шари льоду і снігу, що поступово опускаються. І є висока ймовірність, що в цьому підльодовиковому озері є життя. Було складено розрахункову карту областей безперервного танення біля ложа в центральній частині льодовикового покриву Антарктиди. З карти випливало, що станції «Восток», «Амундсен-Скотт», «Берд» розташовані в областях, де йде безперервне донне танення, і можна чекати, що тут є підльодовикове озеро.
Уперше реальне підтвердження гіпотези І. А. Зотікова було отримані в результаті буріння найглибшої у 1960-ті роки свердловини (понад 2 км) на американській станції Берд, яка відносилася до області, де мало відбуватися підлідне танення. Коли бур досяг дна льодовика, в свердловину ринулась прісна вода.
Визнання факту постійного донного танення і підлідної води в центральній частині Антарктиди надалі створило нові підходи до реконструкції четвертинних льодовикових відкладів, пошуків скупчень корисних копалин (особливо нафти і газу), які витискаються до країв льодовиків водою, воно стало головним теоретичним чинником відхилення проекту поховання радіоактивних відходів на дні льодовикового покриву в Центральній Антарктиді.

### Сейсмічне зондування в районі станції Восток
Сейсмічне зондування льодовикового щита під станцією «Восток», проведене під керівництвом Андрія Капіци в 1959 і 1964 роках, дозволило визначити його товщину. При цьому виявилося, що крім головного піку відбиття від дна льодовика в приймальному сигналі виявлявся ще один. Тоді він був інтерпретований як відображення від нижньої межі шару осадових порід під льодовиком. Пізніше виникло припущення, що це був сигнал відбиття від кордону льоду з водою.

## Спроби досягнути Востока

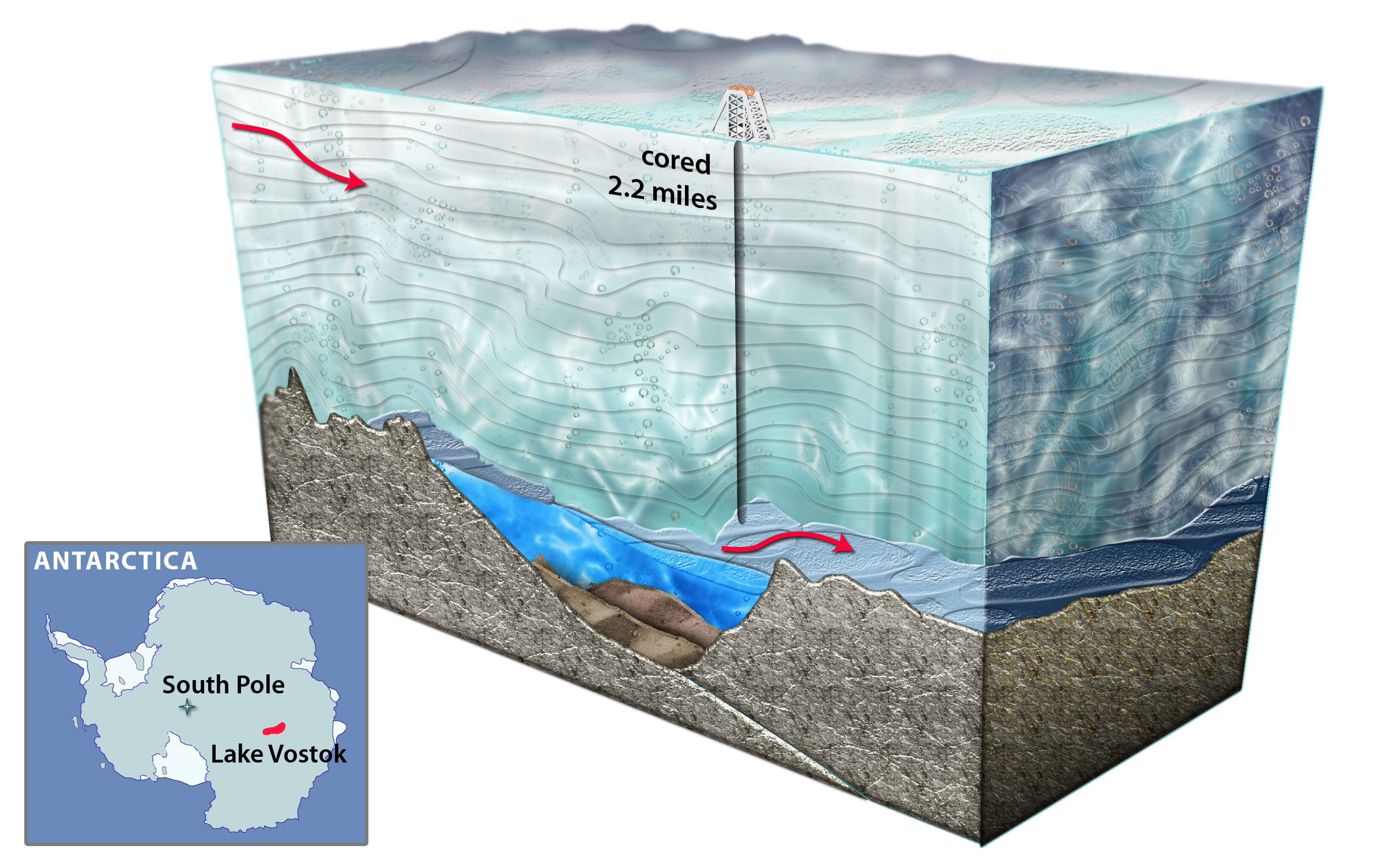
Схема буріння свердловини озера Восток

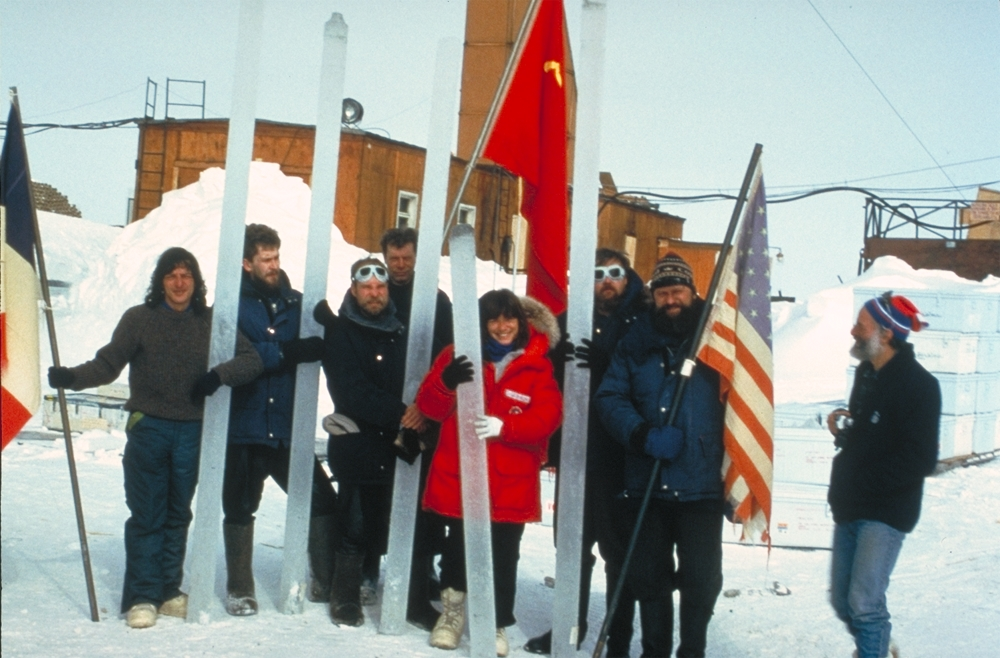
Міжнародна група дослідників

У 1989 році вчені з спільної експедиції радянських, французьких та американських вчених на базі станції «Восток» розпочали буріння льоду з метою палеокліматичних досліджень. Починаючи із глибини 3539 м, що була досягнута у 1996 році, хімічний та ізотопний склад льоду і його кристалографічна структура суттєво змінилася — виявилося, що цей лід є замороженою водою підлідного озера.
Буріння було проведено до глибини 3623 м. Зразки льоду з цієї глибини мали вік близько 420 тис. років, тому передбачається, що озеро було закупорене льодом не менше 500 тис. років тому. Буріння було припинене в 1999 році приблизно за 120 м від передбачуваної поверхні озера, щоб не допустити забруднення води, яке може зашкодити унікальній екосистемі озера.
У рамках 52-ї Російської антарктичної експедиції (2006—2007) наприкінці грудня 2006 року було відновлено буріння та отримано перший льодовиковий керн з глибини 3650,43 метра.
Усього за сезонні роботи в 2006—2007 роках планувалося отримати 75 метрів льодового керна. Однак термобуровий снаряд через технічну несправність лебідки та кабелю довелося зупинити на позначці 3665 метрів — до поверхні озера залишилося ще близько 85 м (похибка в розрахунках ±20 м). Забір проб води з підльодовикового озера Восток планувалося провести в рамках Міжнародного полярного року в сезоні 2008—2009 років.
В антарктичному сезоні 2008 року знову сталася аварія — обірвався буровий снаряд. У січні 2009 року російські буровики, виконавши всі необхідні підготовчі роботи з розширення діаметра крижаної свердловини, приступили до операції по «захопленню» бурового снаряда з метою його підйому на поверхню.
За інформацією п'ятдесят четвертої Російської антарктичної експедиції від 22 січня 2009 року на станції «Восток» тривають гляціо-бурові роботи. Після розширення стовбура свердловини до 138 мм, у забійну зону доставлено 300 л етиленгліколю, підготовлено пристрій для вилучення аварійного снаряда. Однак після цих заходів зрушення аварійного снаряда поки не спостерігається. Якщо рух снаряда не відбудеться, почнеться буріння в обхід з глибини +3580 м — до поверхні озера при цьому залишиться 170 м.
22 березня 2010 року начальник Росгідромету Олександр Фролов зазначив, що проникнути у води озера планується взимку 2010—2011 року, коли в південній півкулі буде літо.
У дослідженнях беруть участь шість наукових груп, до складу яких входять співробітники НДІ і університетів двох країн — Росії та Франції. У 2004 році Росія підписала з Францією Угоду про створення Європейського науково-дослідного об'єднання (ЄНДТ), мета якого — «створення архіву кліматичних і біологічних даних, виконання екзобіологічних досліджень антарктичних підльодовикових озер на основі вивчення крижаних кернів Східної Антарктиди». Станом на 3 лютого 2011 року глибина свердловини склала 3714,24 м.
Точна глибина льодовика невідома, приблизна глибина становить від 3730 до 3770 метрів.
7 лютого 2011 року шахта була законсервована до наступного року. Буровий снаряд був зупинений на позначці 3720 м.
На 11:00 12 січня 2012 року глибина свердловини досягла 3737,5 м. Буріння велося цілодобово — в цьому сезоні російські полярники розраховували розкрити льодовик та проникнути в підльодовикове озеро Восток. До мети залишалося трохи більше десятка метрів.
5 лютого 2012 року на глибині 3769,3 м вчені завершили буріння та досягли поверхні підлідного озера.
Валерій Лукін, Інтерв'ю Лента.ру:

Згідно нової технології, попередньо створюється ефект недокомпенсації тиску стовпа заливальної рідини в свердловині, внаслідок чого за рахунок різниці тиску вода з озера після проникнення піднімається наверх на величину недокомпенсації тиску та благополучно замерзає в свердловині. Потім, в наступному сезоні, вона розбурюється, і ця свіжозаморожена вода надходить для аналізу в наукові лабораторії.

10 січня 2013 року отримано перший керн з прозорого озерного льоду довжиною 2 м.

## Рельєф в районі озера
Льодовик у районі озера Восток має в десять разів менший ухил, ніж у сусідніх районах. На захід від плато розташований різкий підйом (так званий Ridge BC), а на схід — настільки ж різкий спуск. Така структура характерна для шельфових льодовиків. Це стало ще одним підтвердженням гіпотези існування озера.
Товщина льоду в різних частинах озера становить від 3800 м на півночі до 4250 м на півдні, перепад висот кордону розділу становить близько 400 м, тоді як біля поверхні льодовика перепад висот всього близько 40 м. З більш високої північної сторони лід тане, а з південної — намерзає.
Озеро розділене на дві частини підводним гребенем. Глибина північної частини становить близько 400 м, південної — близько 800 м; глибина над гребнем близько 200 м.
Недавні дослідження показали, що в результаті дії припливних сил поверхня вода — лід коливається з амплітудою 1—2 см. Це явище викликає перемішування води і може бути суттєвим для виживання мікроорганізмів.

## Екосистема озера
Хоча прямих свідчень наявності життя в озері Восток не отримано, більшість дослідників вважає, що в озері можуть мешкати мікроорганізми.

### Бактеріальні проби
Особливість Востока — «замерзання зверху», тобто намерзання льоду, утвореного верхніми шарами води, на підошву покриваючого його льодовика. Природно, що ці намерзлі шари стали об'єктом досліджень для визначення чисельності і складу мікрофлори озера.
Результати аналізу проб льоду з таких намороженних шарів дуже суперечливі: у багатьох відзначається концентрація бактеріальних клітин у 102—104 бактерій на см3, близька до концентрації клітин у покривах наморожених шарів льоду, в деяких відзначається більш висока концентрація.
Також неоднозначні і дослідження ДНК-профілів. У деяких пробах вони аналогічні ДНК-профілям покривам льоду, проте деякі дослідники показали наявність ДНК-послідовностей, близьких до ДНК термофільних і хемотрофних бактерій, що може вказувати на наявність вогнищ геотермальної активності в озері.

### Можливі аналоги екосистеми озера
Умови в підлідній водоймі можуть бути близькі до умов на Землі в період пізнього протерозою (750—543 млн років тому), коли кілька разів відбувалися глобальні зледеніння земної поверхні, що тривали до 10 млн років (Земля-сніжка).
Передбачається, що досвід дослідження озера може бути корисний при дослідженні супутників Юпітера Європи і Каллісто, на яких, за деякими гіпотезами, існують аналогічні утворення. Це може стати одним з найбільш багатообіцяючих проектів пошуку позаземного життя.